# Division 1A 2020/21
Die Division 1A 2020/21 war die 118. Spielzeit der höchsten belgischen Spielklasse im Männerfußball.
Gemäß Beschluss der Generalversammlung der Vereine begann die neue Saison am Wochenende des 7. August 2020 und endete am 23. Mai 2021. Da es im Vorjahr aufgrund der COVID-19-Pandemie keinen Absteiger gab, wurde die Liga auf 18 Mannschaften aufgestockt (ausführlicher Werdegang im Artikel zur Saison 2019/20).
Der FC Brügge wurde am 5. Spieltag der Play-offs vorzeitig belgischer Meister. Der KRC Genk holte ihn zwar am letzten Spieltag noch punktemäßig ein. Entscheidend war aber die bessere Platzierung in der Hauptrunde.

## Teilnehmer
Für die Spielzeit 2020/21 haben sich folgende Vereine sportlich qualifiziert:
- die Mannschaften der Division 1A 2019/20:
  -  FC Brügge
  -  KAA Gent
  -  Sporting Charleroi
  -  Royal Antwerpen
  -  Standard Lüttich
  -  KV Mechelen
  -  KRC Genk
  -  RSC Anderlecht
  -  SV Zulte Waregem
  -  Royal Excel Mouscron
  -  KV Kortrijk
  -  VV St. Truiden
  -  KAS Eupen
  -  Cercle Brügge
  -  KV Ostende
  -  Waasland-Beveren

- aus der Division 1B 2019/20:
  -  K Beerschot VA
  -  Oud-Heverlee Löwen

## Modus
Einmalig für die Saison 2020/21 wurde der Modus durch Beschluss der Generalversammlung der Vereine vom 15. Mai 2020 verändert.
Die 18 Vereine spielten unverändert zunächst in einer Doppelrunde die reguläre Saison aus. Die Abschlusstabelle diente als Grundlage für die Qualifikation zu verschiedenen Platzierungsrunden.
Die vier bestplatzierten Vereine nach Abschluss von 34 Spieltagen erreichten die Meisterschaftsrunde (Play-offs 1). Dabei wurden die Hälfte der erreichten Punktzahl aus den 34 Spielen der Vorrunde übernommen, so dass die weiteren Begegnungen je nach Tabellensituation teilweise nur geringfügige Änderungen hervorrufen konnten.
Die Vereine, die nach Abschluss der Hauptrunde auf den Plätzen 5 bis 8 standen, spielten ebenfalls eine Play-off-Runde. Grundsätzlich war vorgesehen, dass der Sieger dieser Runde gegen den Vierten der Meisterschaftsrunde um den schlechtesten Qualifikationsplatz zur Europa Conference League gespielt hätte. Da der Pokalsieger KRC Genk in der Meisterschaftsrunde spielte, war er durch den Pokalsieg bereits für die Europa League qualifiziert. Daher waren bereits alle vier Mannschaften der Meisterschaftsrunde für einen europäischen Wettbewerb qualifiziert, so dass dann der Sieger der Play-off-Runde direkt für die Conference League qualifiziert war.
Die Punkte aus der 1. Runde wurden bei beiden Play-offs, wenn nötig, aufgerundet, jedoch bei Punktgleichheit am Ende um einen Punkt reduziert.
Der Tabellenletzte stieg direkt ab; für ihn spielt der Meister der Division 1B in der kommenden Saison erstklassig.
Zusätzlich beschloss eine weitere Generalversammlung am 7. Juli 2020, dass die Mannschaft auf Platz 15 der Hauptrunde Relegationsspiele bestreiten musste. In der Saison 2020/21 spielte sie gegen den Zweiten der Division 1B um den letzten freien Platz in der Division 1A. Ab der Saison 2021/22 waren die Relegationsspiele gegen den Verlierer der Aufstiegsspiele in der Division 1B geplant.
Nach dem Beschluss der Generalversammlung vom 31. Juli 2020 wurde die Division 1A auf 18 Vereine aufgestockt. Entsprechend steigt die Mannschaft auf Platz 18 am Ende der Saison ab, und Platz 17 ist der Relegationsplatz. Da die Division 1A nach der Saison 2021/22 wieder auf 16 Vereine reduziert werden sollte, sollten nach dieser Saison keine Relegationsspiele stattfinden. Es sollten drei Vereine absteigen, und nur der Sieger der Aufstiegsspiele aus der Division 1B aufsteigen.
Im Gegensatz zu anderen Ligen, wie beispielsweise der Fußball-Bundesliga, waren die Spielpläne für die Hin- und Rückrunde nicht identisch (mit gedrehtem Heimrecht). Vielmehr wurde für die Rückrunde ein völlig anderer Spielplan erstellt.
Ebenso gab es eine Besonderheit bei der Berechnungsgrundlage der Tabellenplatzierung bei Punktgleichheit. Ähnlich wie in einigen anderen europäischen Ligen zählte zuerst die Anzahl der Siege und erst dann die Tordifferenz.
Falls bei einer Mannschaft mehr als sieben Spieler durch eine Erkrankung an COVID-19 oder Quarantäne nicht spielen konnten, wurde auf entsprechenden Antrag der Mannschaft ihr Spiel verlegt. Die Generalversammlung der Vereine vom 26. Januar 2021 beschloss, dass diese Regelung in den Play-offs aufgrund der Schwierigkeit, kurz vor Ende der Saison einen neuen Termin zu finden, nicht anzuwenden war. Falls einzelne Spiele durch Anordnungen der örtlichen Behörden wegen der COVID-19-Pandemie untersagt wurden, oblag es dem Heimverein, einen anderen Austragungsort am geplanten Spieltag zu finden. Anderenfalls wurde das Spiel 0:3 gegen ihn gewertet.

## Hauptrunde

### Tabelle
| Pl.                        | Verein                 | Sp. | S  | U  | N  | Tore    | Diff. | Punkte |
| -------------------------- | ---------------------- | --- | -- | -- | -- | ------- | ----- | ------ |
| 1.                         | FC Brügge (M)          | 34  | 24 | 4  | 6  | 073:260 | +47   | 76     |
| 2.                         | Royal Antwerpen (P)    | 34  | 18 | 6  | 10 | 057:480 | +9    | 60     |
| 3.                         | RSC Anderlecht         | 34  | 15 | 13 | 6  | 051:340 | +17   | 58     |
| 4.                         | KRC Genk               | 34  | 16 | 8  | 10 | 067:480 | +19   | 56     |
| 5.                         | KV Ostende             | 34  | 15 | 8  | 11 | 049:410 | +8    | 53     |
| 6.                         | Standard Lüttich       | 34  | 13 | 11 | 10 | 052:410 | +11   | 50     |
| 7.                         | KAA Gent               | 34  | 14 | 7  | 13 | 055:420 | +13   | 49     |
| 8.                         | KV Mechelen            | 34  | 13 | 9  | 12 | 054:540 | ±0    | 48     |
| 9.                         | K Beerschot VA (N)     | 34  | 14 | 5  | 15 | 058:640 | −6    | 47     |
| 10.                        | SV Zulte Waregem       | 34  | 14 | 4  | 16 | 053:690 | −16   | 46     |
| 11.                        | Oud-Heverlee Löwen (N) | 34  | 12 | 9  | 13 | 054:590 | −5    | 45     |
| 12.                        | KAS Eupen              | 34  | 10 | 13 | 11 | 044:550 | −11   | 43     |
| 13.                        | Sporting Charleroi     | 34  | 11 | 9  | 14 | 046:490 | −3    | 42     |
| 14.                        | KV Kortrijk            | 34  | 11 | 6  | 17 | 044:570 | −13   | 39     |
| 15.                        | VV St. Truiden         | 34  | 10 | 8  | 16 | 041:520 | −11   | 38     |
| 16.                        | Cercle Brügge          | 34  | 11 | 3  | 20 | 040:510 | −11   | 36     |
| 17.                        | Waasland-Beveren       | 34  | 8  | 7  | 19 | 044:700 | −26   | 31     |
| 18.                        | Royal Excel Mouscron   | 34  | 7  | 10 | 17 | 032:540 | −22   | 31     |
| Stand: Ende der Hauptrunde |                        |     |    |    |    |         |       |        |

Platzierungskriterien: 1. Punkte – 2. Siege – 3. Tordifferenz – 4. geschossene Tore

| (M) | amtierender belgischer Meister     |
| (P) | amtierender belgischer Pokalsieger |
| (N) | Aufsteiger der Division 1B 2019/20 |

Das Spiel Waasland-Beveren – Ostende (9. Spieltag) wurde wegen mehrerer COVID-19-Erkrankungen bei Waasland-Beveren auf den 24. November 2020 verlegt. Auch demselben Grund wurde das Spiel Charleroi – Waasland-Beveren (10. Spieltag) auf den 2. Dezember 2020 verlegt.

Ferner wurden am 10. Spieltag die Spiele KAS Eupen – KV Mechelen wegen Erkrankungen bei Mechelen auf den 3. Dezember 2020 und Cercle Brügge – Royal Excel Mouscron wegen Erkrankungen bei Mouscron auf den 25. November 2020 verlegt.

Wegen der Erkrankungen bei Mouscron wurden auch die Spiele Royal Excel Mouscron – VV St. Truiden vom 11. Spieltag auf den 1. Dezember 2020 und Oud-Heverlee Löwen – Royal Exel Mouscron vom 12. Spieltag auf den 8. Dezember 2020 verlegt.

Das Spiel Eupen – SV Zulte Waregem vom 16. Spieltag wurde wegen COVID-19-Erkrankungen bei der KAS Eupen auf den 29. Dezember 2020 verlegt. Wegen dieser Erkrankungen wurden auch die Spiele an den folgenden Spieltagen Eupen – Genk (18. Spieltag) auf den 6. Januar 2021 und Ostende – Eupen (17. Spieltag) auf den 12. Januar 2021 verlegt. Wegen Erkrankungen bei Beerschot wurde ein weiteres Spiel vom 18. Spieltag verlegt: die Begegnung VV St. Truiden – K Beerschot VA wurde neu auf dem 30. Dezember 2020 terminiert.

Ebenso musste das Spiel Beerschot – Cercle Brügge am 17. Spieltag, der erst nach dem 18. Spieltag ausgetragen wurde, wegen Erkrankungen bei Cercle Brügge auf den 13. Januar 2021 verlegt werden.
Infolge eines Wintereinbruches wurden am 26. Spieltag die Spiele Waasland-Beveren – Eupen und Ostende – Genk auf den 17. Februar 2021 sowie Charleroi – FC Brügge auf den 12. März 2021 verlegt.
Wegen COVID-19-Erkrankungen bei der Mannschaft des FC Brügge musste das Spiel KAA Gent – FC Brügge vom 28. Februar 2021 (28. Spieltag) auf den 15. März 2021 verlegt werden.
Am 31. Spieltag wurde das Spiel Waasland-Beveren – VV St. Truiden wegen COVID-19-Erkrankungen bei VV St. Truiden auf den 6. April 2021 sowie das Spiel K Beerschot VA – Sporting Charleroi wegen Erkrankungen bei Charleroi auf den 7. April 2021 verlegt.

### Kreuztabelle
Die Kreuztabelle stellt die Ergebnisse aller Spiele dieser Saison dar. Die Heimmannschaft ist in der linken Spalte, die Gastmannschaft in der oberen Zeile aufgelistet.
| 2020/21              | BRÜ | AND | GNT | KRC Genk | KV Ostende | SV Zulte Waregem | Standard Lüttich | Sporting Charleroi | KV Kortrijk | Cercle Brügge | KV Mechelen | Waasland-Beveren | VV St. Truiden | Royal Excel Mouscron | Royal Antwerpen | KAS Eupen | BEE | Oud-Heverlee Löwen |
| -------------------- | --- | --- | --- | -------- | ---------- | ---------------- | ---------------- | ------------------ | ----------- | ------------- | ----------- | ---------------- | -------------- | -------------------- | --------------- | --------- | --- | ------------------ |
| FC Brügge            |     | 3:0 | 0:1 | 3:2      | 2:1        | 3:0              | 3:1              | 0:1                | 1:0         | 2:1           | 2:2         | 4:1              | 1:0            | 4:2                  | 0:2             | 3:0       | 0:1 | 3:0                |
| RSC Anderlecht       | 2:1 |     | 0:0 | 1:0      | 2:1        | 4:1              | 0:0              | 3:0                | 0:2         | 2:0           | 1:1         | 0:0              | 3:1            | 1:1                  | 1:0             | 1:1       | 2:0 | 2:2                |
| KAA Gent             | 0:4 | 1:1 |     | 1:2      | 1:0        | 0:3              | 2:1              | 4:0                | 1:2         | 1:0           | 1:0         | 3:0              | 1:1            | 4:0                  | 0:1             | 2:2       | 5:1 | 2:3                |
| KRC Genk             | 1:2 | 1:2 | 1:1 |          | 2:2        | 3:2              | 2:2              | 2:1                | 2:0         | 2:0           | 3:1         | 1:1              | 4:0            | 4:1                  | 4:2             | 4:0       | 1:2 | 1:1                |
| KV Ostende           | 1:3 | 2:2 | 2:1 | 3:1      |            | 3:0              | 2:2              | 3:2                | 2:1         | 1:1           | 2:0         | 0:2              | 3:1            | 3:0                  | 1:1             | 1:1       | 1:2 | 3:1                |
| SV Zulte Waregem     | 0:6 | 2:2 | 2:7 | 1:2      | 2:1        |                  | 3:2              | 0:2                | 1:1         | 1:0           | 1:2         | 4:1              | 0:2            | 1:0                  | 1:3             | 2:1       | 0:3 | 2:3                |
| Standard Lüttich     | 1:1 | 1:3 | 2:1 | 0:0      | 1:0        | 2:2              |                  | 3:2                | 2:1         | 1:0           | 2:2         | 3:1              | 1:2            | 0:1                  | 1:1             | 2:2       | 3:0 | 1:1                |
| Sporting Charleroi   | 1:1 | 1:0 | 0:1 | 1:2      | 1:0        | 1:1              | 1:2              |                    | 0:0         | 3:0           | 0:1         | 0:2              | 0:0            | 1:1                  | 2:0             | 2:3       | 3:1 | 1:1                |
| KV Kortrijk          | 1:2 | 1:3 | 1:0 | 2:1      | 3:1        | 1:2              | 2:1              | 1:3                |             | 1:2           | 1:4         | 1:3              | 0:2            | 3:0                  | 1:3             | 0:0       | 5:5 | 0:3                |
| Cercle Brügge        | 1:1 | 0:0 | 5:2 | 1:5      | 0:1        | 1:3              | 0:1              | 3:4                | 0:1         |               | 0:1         | 2:0              | 3:0            | 1:2                  | 2:1             | 1:2       | 2:1 | 3:0                |
| KV Mechelen          | 0:3 | 1:1 | 1:1 | 0:0      | 0:1        | 4:2              | 0:4              | 3:3                | 1:2         | 2:3           |             | 2:3              | 2:0            | 2:1                  | 3:0             | 3:0       | 2:3 | 2:2                |
| Waasland-Beveren     | 0:2 | 2:4 | 1:4 | 1:1      | 2:0        | 1:5              | 1:2              | 1:1                | 3:4         | 0:2           | 2:3         |                  | 2:4            | 2:0                  | 0:3             | 1:0       | 1:2 | 1:3                |
| VV St. Truiden       | 1:2 | 0:1 | 2:1 | 1:2      | 0:0        | 1:2              | 2:0              | 1:2                | 0:0         | 3:0           | 2:1         | 1:1              |                | 0:2                  | 2:3             | 0:2       | 1:0 | 3:1                |
| Royal Excel Mouscron | 0:0 | 1:1 | 0:1 | 2:0      | 0:1        | 0:1              | 1:0              | 1:1                | 0:3         | 1:2           | 0:1         | 1:1              | 3:2            |                      | 2:3             | 0:2       | 3:1 | 2:2                |
| Royal Antwerpen      | 0:2 | 1:4 | 1:0 | 3:2      | 1:2        | 0:1              | 1:1              | 2:1                | 4:2         | 1:0           | 4:1         | 3:2              | 0:0            | 1:1                  |                 | 2:2       | 3:2 | 3:2                |
| KAS Eupen            | 0:4 | 2:0 | 2:1 | 1:4      | 1:1        | 2:3              | 0:4              | 3:1                | 2:0         | 1:2           | 1:1         | 1:1              | 1:1            | 1:1                  | 0:2             |           | 3:1 | 3:3                |
| K Beerschot VA       | 0:3 | 2:1 | 1:1 | 5:2      | 1:2        | 3:1              | 0:3              | 2:1                | 0:0         | 1:1           | 1:2         | 3:2              | 6:3            | 2:2                  | 1:2             | 0:1       |     | 4:2                |
| Oud-Heverlee Löwen   | 2:1 | 1:0 | 0:3 | 2:3      | 1:2        | 2:1              | 1:0              | 1:3                | 3:1         | 2:1           | 1:2         | 1:2              | 2:2            | 2:0                  | 2:0             | 1:1       | 0:1 |                    |

## Play-offs
Der Spielplan für die Play-offs und die Relegationsspiele wurde am 19. April 2021 bekannt gegeben.
In beiden Play-offs wurden die Punkte aus der Hauptrunde halbiert und als Bonus gutgeschrieben. Falls dabei sich ein halber Punkt ergab, wurde dieser aufgerundet. Bei Punktgleichheit galt eine solche Aufrundung als „Malus“, die zum schlechteren Tabellenplatz führt. Als nächstes Kriterium wurde die Platzierung in der Hauptrunde herangezogen. Die Tordifferenz und die Anzahl der Siege hatten in den Play-offs keine Auswirkung auf die Platzierung.

### Meisterschaftsrunde (Play-off 1)

#### Tabelle
| Pl. | Verein              | Sp. | S | U | N | Tore    | Diff. | Punkte | Bonus | Gesamt |
| --- | ------------------- | --- | - | - | - | ------- | ----- | ------ | ----- | ------ |
| 1.  | FC Brügge (M)       | 6   | 1 | 3 | 2 | 008:100 | −2    | 06     | 38    | 44     |
| 2.  | KRC Genk            | 6   | 5 | 1 | 0 | 015:500 | +10   | 16     | 28    | 44     |
| 3.  | Royal Antwerpen (P) | 6   | 1 | 2 | 3 | 006:110 | −5    | 05     | 30    | 35     |
| 4.  | RSC Anderlecht      | 6   | 0 | 4 | 2 | 009:100 | −1    | 04     | 29    | 33     |

Kriterien zur Sortierung der Tabelle: 1. Punkte – 2. Tabellenplatz der Hauptrunde

#### Kreuztabelle
|                 | BRÜ | Royal Antwerpen | AND | KRC Genk |
| --------------- | --- | --------------- | --- | -------- |
| FC Brügge       |     | 2:1             | 2:2 | 1:2      |
| Royal Antwerpen | 0:0 |                 | 1:0 | 2:3      |
| RSC Anderlecht  | 3:3 | 2:2             |     | 1:2      |
| KRC Genk        | 3:0 | 4:0             | 1:1 |          |

### Europa Play-offs (Play-off 2)

#### Tabelle
| Pl.                 | Verein           | Sp. | S | U | N | Tore    | Diff. | Punkte | Bonus | Gesamt |
| ------------------- | ---------------- | --- | - | - | - | ------- | ----- | ------ | ----- | ------ |
| 1.                  | KAA Gent M       | 6   | 4 | 1 | 1 | 013:600 | +7    | 13     | 25    | 38     |
| 2.                  | KV Mechelen      | 6   | 3 | 2 | 1 | 015:110 | +4    | 11     | 24    | 35     |
| 3.                  | KV Ostende M     | 6   | 2 | 1 | 3 | 015:160 | −1    | 07     | 27    | 34     |
| 4.                  | Standard Lüttich | 6   | 1 | 0 | 5 | 007:170 | −10   | 03     | 25    | 28     |
| Stand: 22. Mai 2021 |                  |     |   |   |   |         |       |        |       |        |

Kriterien zur Sortierung der Tabelle: 1. Kein Malus „M“ – 2. Punkte – 3. Tabellenplatz der Hauptrunde

#### Kreuztabelle
|                  | KV Ostende | Standard Lüttich | GNT | KV Mechelen |
| ---------------- | ---------- | ---------------- | --- | ----------- |
| KV Ostende       |            | 6:2              | 0:4 | 2:2         |
| Standard Lüttich | 1:3        |                  | 2:1 | 1:2         |
| KAA Gent         | 2:1        | 2:0              |     | 2:2         |
| KV Mechelen      | 5:3        | 3:1              | 1:2 |             |

## Relegation
Die beiden Relegationsspiele zwischen dem 17. der Division 1A und dem 2. der 2. Division 1B wurden am 1. und 8. Mai 2021 ausgetragen.
| Datum       |                  | Ergebnis |                  |
| ----------- | ---------------- | -------- | ---------------- |
| 1. Mai 2021 | RFC Seraing      | 1:1      | Waasland-Beveren |
| 8. Mai 2021 | Waasland-Beveren | 2:5      | RFC Seraing      |

## Auswirkung der COVID-19-Pandemie
Mitte November 2020 empfahl Pro League allen Vereinen, während der Winterpause der Meisterschaft auf Trainingslager im Ausland zu verzichten. Falls Vereine doch welche durchführen würden, würde hier keine Befreiung von Quarantäne-Regeln im Gegensatz zu Auslandsreisen bei Pflichtspielen greifen.

### Zuschauer
Bei der Planung der neuen Saison wurde zunächst davon ausgegangen, dass gemäß der Anordnung des nationalen Sicherheitsrates infolge der COVID-19-Pandemie Fußballspiele mit Zuschauern bis 31. August 2020 verboten sein würden. Mit Beschluss vom 24. Juni 2020 erlaubte der nationale Sicherheitsrat, dass bei Veranstaltungen ab 1. Juli 2020 im Freien 400 Zuschauer anwesend sein dürfen. Bei einer weiteren positiven Entwicklung der Lage sollte ab 1. August 2020 das Limit auf 800 Zuschauer erhöht werden. Nachdem die Zahl von Neuerkrankungen ab Mitte Juli 2020 wieder zunahm, wurde diese weitere Lockerung bei der Sitzung vom 23. Juli 2020 nicht in Kraft gesetzt. Es verbleibt bei der Grenze von 400 Zuschauern.
Der RSC Anderlecht kündigte darauf an, zumindest im August 2020 seine Heimspiele aus Sicherheitsgründen ohne Zuschauer auszutragen. Am 26. Juli 2020 verbot die flämische Region auf ihrem Gebiet die Anwesenheit von Zuschauern bei Sportveranstaltungen. Am 27. Juli 2020 begrenzte der nationale Sicherheitsrat aufgrund gestiegener Fallzahlen die Zahl der erlaubten Zuschauer für Veranstaltungen im Freien auf 200 Personen. Nachdem weitere Vereine bekanntgegeben hatten, ihre Spiele ohne Zuschauer austragen zu wollen, entschied Pro League am 28. Juli 2020, dass alle Spiele in der Division 1A und 1B zumindest im August ohne Zuschauer ausgetragen würden.
Aufgrund wieder sinkender Fallzahlen erlaubte der nationale Sicherheitsrat am 20. August 2020 wieder 400 Zuschauer bei Veranstaltungen im Freien. Der jeweilige Bürgermeister kann per Ausnahmegenehmigung für Veranstaltungen ab 1. September 2020 eine höhere Zuschauerzahl gestatten. Aufgrund dieses Beschlusses wurde am 24. August 2020 eine Rahmenvereinbarung zwischen Pro League, dem belgischen Innenministerium und den für Sport zuständigen Ministerien der Gemeinschaften geschlossen. Diese Rahmenvereinbarung soll den Vereinen eine Hilfe für die örtliche notwendigen Maßnahmen und der entsprechenden Vereinbarung mit der jeweiligen Gemeinde geben, damit nach der Länderspielpause wieder eingeschränkt Zuschauer möglich sind.
Nachdem Anfang Oktober 2020 die Fallzahlen wieder stiegen, erließ Pro League in den Stadien während der Spiele der Division 1A, Division 1B und des Pokal ein Rauchverbot für die Zuschauer. Grund sei, dass die Abnahme des Mund-Nasen-Schutzes zum Rauchen in den Richtlinien für die Stadien nicht vorgesehen ist. Außerdem hätten die Zuschauer teilweise beim Rauchen zusammengestanden. Am 16. Oktober 2020 wurden durch die Regierung aufgrund der weiter gestiegenen Fallzahlen allgemein die Regelungen verschärft. Darauf wurde am 20. Oktober 2020 eine neue Rahmenvereinbarung durch Pro League mit den zuständigen Behörden abgeschlossen. Danach sind pro Sektor in den Stadien nur noch 200 statt 400 Zuschauern erlaubt. Es dürfen maximal vier Personen nebeneinander sitzen, die ständig eine Mund-Nasen-Maske tragen müssen. Zwischen den einzelnen Gruppen muss 1,5 Meter Abstand gelassen werden. Getränke und Speisen dürfen im Stadion nicht mehr verkauft werden. Aufgrund der weiteren Zunahme an Infektionen verbot die belgische Regierung am 23. Oktober 2020 die Anwesenheit von Zuschauern bei Profi-Sportveranstaltungen zunächst bis 19. November 2020. Durch weitere Beschlüsse des Konzertierungsausschusses vom 30. Oktober 2020, vom 27. November 2020, vom 18. Dezember 2020, vom 8. Januar 2021, vom 22. Januar 2021, vom 5. Februar 2021 und vom 24. März 2021 wurde das Verbot bis 25. April 2021 verlängert.
In seiner Sitzung vom 23. April 2021 hob der Konzertierungsausschuss das Verbot auf und erlaubte bei Veranstaltungen im Freien, unabhängig von der Größe die Anwesenheit von 50 Zuschauern. Aufgrund des organisatorischen Aufwandes für diese Zahl an Zuschauern wurden auch die restlichen Spiele der Saison ohne Zuschauer durchgeführt.
Am letzten Spieltag der Meister-Play-off durften beim Spiel FC Brügge – KRC Genk 500 Zuschauer im Rahmen eines Versuches der Universität Löwen zur Durchführung von Massenveranstaltungen mit Erlaubnis des flämischen Gemeinschaftsministeriums für Sport sowie der belgischen Ministerien für Inneres und für Gesundheit anwesend sein. Diese Zuschauer mussten einen negativen COVID-19-Test vorlegen und sich verpflichten, einen weiteren Test eine Woche nach dem Spiel durchzuführen.
Von den 332 Spielen der Saison wurden 287 ohne Zuschauer und 45 mit einer verringerter erlaubten Kapazität der Stadien ausgetragen. Bezogen auf die 45 Spiele mit Zuschauer beträgt der Zuschauerschnitt 3.953 Zuschauer pro Spiel.

### Sanktionen durch Pro League
Am 23. Dezember 2020 entschied der Verwaltungsrat von Pro League, künftig „interne“ Geldstrafen von Spielern, Trainern und Funktionären zu erheben, wenn diese gegen die besonderen „COVID-Regeln“ bei Fußballspielen verstoßen, weil sie sich beispielsweise bei einem Tor oder nach Spielende abklatschen. Die Strafen würden bei entsprechenden Beobachtungen des Schiedsrichters, des Vierten Offiziellen oder aufgrund Fernsehbildern verhängt und betragen 750 Euro für jeden Spieler oder Funktionär je Vorfall sowie 10.000 Euro für einen Verein pro Spiel, dessen Spieler oder Funktionär gegen diese besonderen Regeln verstößt. Die Beträge werden von Pro League an Télé-Accueil, einem Träger der Telefonseelsorge, weitergegeben.

### Transferperiode
Aufgrund der COVID-19-Pandemie wurde die Saison in vielen europäischen Fußballligen erst nach dem 30. Juni 2020 beendet. Daher wurde in Absprache mit der UEFA durch den belgischen Fußballverband die Transferperiode angepasst. Für Wechsel innerhalb Belgien verblieb es beim bisherigen Fenster vom 1. Juli bis 31. August. Für internationale Wechsel begann diese Periode erst am 7. Juli. Zusätzlich gibt es ein zweites Transferfenster vom 8. September 2020 bis 5. Oktober 2020. Das Transferfenster im Winter bleibt unverändert vom 4. Januar bis 1. Februar.

### Verschiebungen von Spieltagen
Neben dem Ausschluss der Zuschauer bei den Spielen der Division 1A und 1B untersagte der Konzertierungsausschuss für die gleichen Zeiträume sowohl den Trainingsbetrieb von Amateurmannschaften wie auch den Spielbetrieb in allen Amateur-Fußballligen. Um zu vermeiden, dass diese Mannschaften im Sechzehntelfinale des Pokals ohne Spielpraxis antreten müssen, verlegte Pro League am 9. November 2020 das Sechzehntelfinale vom bisherigen Termin am 15. und 16. Dezember 2020 auf das Wochenende 9./10. Januar 2021. Dadurch konnten die bisher für den 22. und 23. Dezember 2020 geplanten Spiele des 18. Spieltages (1. Spieltag der Rückrunde) auf den 15. und 16. Dezember 2020 vorgezogen werden, so dass der 18. Spieltag vor dem 17. Spieltag (letzter Spieltag der Hinrunde) am Wochenende des 19./20. Dezember 2020 ausgetragen wird.
Nach der Verlängerung des Sportverbotes wurde das Sechzehntelfinale am 9. Dezember 2020 erneut, diesmal auf den bisher geplanten Termin des Viertelfinales (2. bis 4. Februar 2021) verschoben. Daher musste auch das eigentlich für 20. und 21. Januar 2021 geplante Achtelfinale auf den 9. bis 11. Februar 2021 verschoben werden. Das Viertelfinale wurde auf den bisher geplanten Termin des Halbfinales (2. bis 4. März 2021) verschoben, was wieder auf das Wochenende des 12. bis 14. März 2021 verschoben wurde. Deshalb wurde der 25. Spieltag, der bisher für den 9. bis 11. Februar 2021 terminiert war, auf den bisherigen Achtelfinale-Termin und der 30. Spieltag, der bisher für den 12. bis 14. März 2021 terminiert war, auf den 9. bis 11. Januar 2021 (bisheriger Termin des Sechzehntelfinales) verschoben. Entsprechend wurden die Spieltage der Rückrunde nicht in numerischer Reihenfolge durchgeführt.

## Torschützenliste
Der Torschützenkönig wird offiziell durch die Pro League, der Vereinigung der Vereine der Divisionen 1A und 1B, mit dem Goldenen Bullen (Le Taureau d'Or bzw. Gouden Stier) ausgezeichnet. Es werden nur die Spiele der Hauptrunde und der Play-off berücksichtigt, nicht aber der folgenden Finalspiele um die Europa-League-Qualifikation.
Bei Gleichstand der erzielten Tore entscheiden die Auswärtstore, die Heimtore, die Zahl der Spielminuten, die Zahl der Vorlagen und die Zahl der Tore ohne Elfmeter (in dieser Reihenfolge).
Stand: 23. Mai 2021
| Pl. | Spieler            | Verein             | Tore |
| --- | ------------------ | ------------------ | ---- |
| 01. | Paul Onuachu       | KRC Genk           | 33   |
| 02. | Thomas Henry       | Oud-Heverlee Löwen | 21   |
| 03. | Gianni Bruno       | SV Zulte Waregem   | 20   |
| 04. | Roman Jaremtschuk  | KAA Gent           | 20   |
| 05. | Lukas Nmecha       | RSC Anderlecht     | 18   |
| 06. | Yūma Suzuki        | VV St. Truiden     | 17   |
| 07. | Noa Lang           | FC Brügge          | 16   |
| 08. | Ike Ugbo           | Cercle Brügge      | 16   |
| 09. | Théo Bongonda      | KRC Genk           | 16   |
| 10. | Raphael Holzhauser | K Beerschot VA     | 16   |